# Discografia de Jão
A discografia de Jão, um cantor e compositor brasileiro consiste em 4 álbuns de estúdio, 1 álbum ao vivo, 1 reedição, 2 compilações, 1 extended play (EP), 21 singles (incluindo 2 como artista convidado), 9 singles promocionais e 18 videoclipes.
Em 2016, Jão chamou a atenção dos produtores Pedro Dash e Marcelinho Ferraz com seus covers publicado no aplicativo de compartilhamento de vídeos YouTube, e acabou assinando um contrato com a Head Media, selo da Universal Music Group.  O single de estreia de Jão, "Dança pra Mim", com Pedrowl, foi lançado em novembro daquele ano. Em junho de 2018, ele lançou seu EP de estreia, Primeiro Acústico, com quatro versões acústicas. Jão lançou seu álbum de estreia, Lobos, em agosto de 2018. O álbum gerou dois singles: "Vou Morrer Sozinho" e "Me Beija com Raiva", e incluí "Imaturo", que alcançou o topo da parada Viral Brasil do Spotify.
Seu segundo álbum de estúdio, Anti-Herói, foi lançado em outubro de 2019. O álbum gerou os singles "Enquanto Me Beija" e "Essa Eu Fiz pro Nosso Amor". Jão lançou seu terceiro álbum de estúdio, Pirata, em 19 de outubro de 2021. Seu primeiro single, "Coringa", se tornou sua primeira entrada solo na Top 100 Brasil da Crowley Broadcast Analysis. Outro single do álbum, "Idiota", também foi um sucesso comercial, entrando nas paradas do Brasil e Portugal. Seu quarto álbum, Super, foi lançado em agosto de 2023. Ele quebrou o recorde de maior estreia por um álbum da história do Spotify Brasil, superando Midnights, de Taylor Swift. Seu primeiro single, "Me Lambe", alcançou a 48.ª posição na Billboard Brasil Hot 100, tornando-se sua primeira entrada na parada. Ele relançou o álbum como Supernova em 11 de junho de 2024, inserindo oito novas faixas.

## Álbuns

### Álbuns de estúdio
| Álbum | Certificações     |
| --- | ----------------- |
| Lobos - Lançamento: 17 de agosto de 2018 - Gravadora: Head Media, Universal - Formatos: CD, download digital, streaming, vinil       | - PMB: 2× Platina |
| Anti-Herói - Lançamento: 10 de outubro de 2019 - Gravadora: Head Media, Universal - Formatos: CD, download digital, streaming, vinil | - PMB: Platina    |
| Pirata - Lançamento: 19 de outubro de 2021 - Gravadora: Universal - Formatos: CD, download digital, streaming, vinil                 | - PMB: 2× Platina |
| Super - Lançamento: 14 de agosto de 2023 - Gravadora: Universal - Formatos: CD, download digital, streaming, vinil                   |                   |

### Reedições
| Reedição | Maior posição nas paradas musicais |
| Reedição | POR                                |
| --- | ---------------------------------- |
| Supernova - Lançamento: 11 de junho de 2024 - Gravadora: Universal - Formatos: Download digital, streaming, vinil | 173                                |

### Álbuns ao vivo
| Álbum ao vivo |
| --- |
| ‎Turnê Anti-Herói (Ao Vivo) - Lançamento: 28 de julho de 2020 - Gravadora: Head Media, Universal - Formatos: Download digital, streaming |

### Compilações
| Compilações |
| --- |
| Retrospectiva Jão 2023 - Lançamento: 1 de dezembro de 2023 - Gravadora: Universal - Formatos: Streaming              |
| SuperTurnê - Setlist - Lançamento: 2 de abril de 2024 - Gravadora: Universal - Formatos: Download digital, streaming |

## Extended plays(EPs)
| EP |
| --- |
| Primeiro Acústico - Lançamento: 1 de junho de 2018 - Gravadora: Head Media, Universal - Formatos: Download digital, streaming |

## Singles

### Como artista principal

#### Década de 2010
| Ano  | Canção                        | Certificações     | Álbum                |
| ---- | ----------------------------- | ----------------- | -------------------- |
| 2016 | "Dança pra Mim" (com Pedrowl) |                   | Não incluso em álbum |
| 2017 | "Álcool"                      |                   | Não incluso em álbum |
| 2017 | "Ressaca"                     | - PMB: Platina    | Lobos                |
| 2018 | "Imaturo"                     | - PMB: 3× Platina | Lobos                |
| 2018 | "Vou Morrer Sozinho"          | - PMB: Diamante   | Lobos                |
| 2018 | "Me Beija com Raiva"          | - PMB: Diamante   | Lobos                |
| 2019 | "Louquinho"                   | - PMB: 2× Platina | Não incluso em álbum |
| 2019 | "Enquanto Me Beija"           | - PMB: 2× Platina | Anti-Herói           |
| 2019 | "Essa Eu Fiz pro Nosso Amor"  | - PMB: Diamante   | Anti-Herói           |

#### Década de 2020
| Ano | Canção                           | Melhores posições nas paradas | Melhores posições nas paradas | Melhores posições nas paradas | Melhores posições nas paradas | Certificações                     | Álbum                |
| Ano | Canção                           | BRA Airplay                   | BRA Stream                    | BRA Pop Airplay               | POR                           | Certificações                     | Álbum                |
| --- | -------------------------------- | ----------------------------- | ----------------------------- | ----------------------------- | ----------------------------- | --------------------------------- | -------------------- |
| 2020 | "Me Liga" (com Ivete Sangalo)    | —                             | *                             | —                             | —                             |                                   | Ivete Sangalo        |
| 2021 | "Coringa"                        | 83                            | *                             | 7                             | —                             | - PMB: 3× Platina                 | Pirata               |
| 2021 | "Não Te Amo"                     | —                             | *                             | —                             | —                             | - PMB: Platina                    | Pirata               |
| 2021 | "Fugitivos :)" (com Luísa Sonza) | —                             | *                             | —                             | —                             |                                   | Doce 22              |
| 2022 | "Idiota"                         | 85                            | 23                            | 2                             | 17                            | - PMB: 2× Diamante - AFP: Platina | Pirata               |
| 2022 | "Sim" (com Nando Reis)           | 97                            | —                             | —                             | —                             |                                   | Não incluso em álbum |
| 2023 | "Pilantra" (com Anitta)          | 99                            | 23                            | 2                             | 23                            | - AFP: Ouro                       | Não incluso em álbum |
| 2023 | "Me Lambe"                       | 99                            | 48                            | 2                             | —                             |                                   | Super                |
| 2024 | "Alinhamento Milenar"            | —                             | —                             | —                             | —                             |                                   | Super                |
| 2024 | "Mal" (com Gustavo Mioto)        | —                             | 100                           | —                             | —                             | - PMB: Ouro                       | Não incluso em álbum |
| "—" indica canções que não entraram nas paradas ou não foram lançadas no país. "*" indica uma parada que não existia naquela época. |                                  |                               |                               |                               |                               |                                   |                      |

### Como artista convidado
| Ano                                                                            | Canção                                      | Melhores posições nas paradas | Melhores posições nas paradas | Certificações  | Álbum             |
| Ano                                                                            | Canção                                      | BRA Airplay                   | BRA Pop Airplay               | Certificações  | Álbum             |
| ------------------------------------------------------------------------------ | ------------------------------------------- | ----------------------------- | ----------------------------- | -------------- | ----------------- |
| 2019                                                                           | "A Boba Fui Eu" (Ludmilla com part. de Jão) | 54                            | 2                             | - PMB: Platina | Hello Mundo       |
| 2019                                                                           | "Andar Sozinho" (Lagum com part. de Jão)    | —                             | —                             | - PMB: Platina | Coisas da Geração |
| "—" indica canções que não entraram nas paradas ou não foram lançadas no país. |                                             |                               |                               |                |                   |

### Singlespromocionais
| Ano  | Canção                                              | Certificações     | Álbum                     |
| ---- | --------------------------------------------------- | ----------------- | ------------------------- |
| 2017 | "Medo Bobo (Remix)" (Zebu com part. de Jão)         |                   | Sertanejo Remix           |
| 2017 | "Só Love" (Seakret e Buchecha com part. de Jão)     |                   | Adicionado à nenhum álbum |
| 2020 | "Codinome Beija-Flor / O Tempo Não Para"            |                   | Adicionado à nenhum álbum |
| 2021 | "Amor Pirata"                                       | - PMB: 2× Platina | Adicionado à nenhum álbum |
| 2022 | "Let's Rock the Break" (com KitKat)                 |                   | Adicionado à nenhum álbum |
| 2023 | "Break Épico" (com KitKat e Tasha & Tracie)         |                   | Adicionado à nenhum álbum |
| 2023 | "Tenemos Que Hablar (Real Magic)" (com Danna Paola) |                   | Adicionado à nenhum álbum |
| 2023 | "Idiota (Real Magic)" (com Danna Paola)             |                   | Adicionado à nenhum álbum |
| 2024 | "Jardins da Babilônia" (com Julia Mestre)           |                   | Adicionado à nenhum álbum |

## Outras canções nas paradas e certificadas
| Ano                                                                            | Canção                     | Melhores posições nas paradas | Melhores posições nas paradas | Certificações     | Álbum      |
| Ano                                                                            | Canção                     | BRA Airplay                   | BRA Pop Airplay               | Certificações     | Álbum      |
| ------------------------------------------------------------------------------ | -------------------------- | ----------------------------- | ----------------------------- | ----------------- | ---------- |
| 2018                                                                           | "Lindo Demais"             | —                             | —                             | - PMB: Platina    | Lobos      |
| 2018                                                                           | "Eu Quero Ser como Você"   | —                             | —                             | - PMB: Ouro       | Lobos      |
| 2018                                                                           | "Ainda Te Amo"             | —                             | —                             | - PMB: 2× Platina | Lobos      |
| 2018                                                                           | "A Rua"                    | —                             | —                             | - PMB: Platina    | Lobos      |
| 2018                                                                           | "Lobos"                    | —                             | —                             | - PMB: Ouro       | Lobos      |
| 2018                                                                           | "Fim do Mundo"             | —                             | —                             | - PMB: Ouro       | Lobos      |
| 2018                                                                           | "Monstros"                 | —                             | —                             | - PMB: Ouro       | Lobos      |
| 2018                                                                           | "Aqui"                     | —                             | —                             | - PMB: Platina    | Lobos      |
| 2019                                                                           | "A Última Noite"           | —                             | —                             | - PMB: 2× Platina | Anti-Herói |
| 2019                                                                           | "Triste pra Sempre"        | —                             | —                             | - PMB: Platina    | Anti-Herói |
| 2019                                                                           | "Fim De Festa"             | —                             | —                             | - PMB: Platina    | Anti-Herói |
| 2019                                                                           | "Hotel San Diego"          | —                             | —                             | - PMB: Ouro       | Anti-Herói |
| 2019                                                                           | "(Nota De Voz 8)"          | —                             | —                             | - PMB: Ouro       | Anti-Herói |
| 2019                                                                           | "Barcelona"                | —                             | —                             | - PMB: Platina    | Anti-Herói |
| 2019                                                                           | "Você Vai Me Destruir"     | —                             | —                             | - PMB: 2× Platina | Anti-Herói |
| 2019                                                                           | "VSF"                      | —                             | —                             | - PMB: 2× Platina | Anti-Herói |
| 2021                                                                           | "Clarão"                   | —                             | —                             | - PMB: Platina    | Pirata     |
| 2021                                                                           | "Santo"                    | 95                            | 4                             | - PMB: Platina    | Pirata     |
| 2021                                                                           | "Acontece"                 | —                             | —                             | - PMB: Platina    | Pirata     |
| 2021                                                                           | "Você Me Perdeu"           | —                             | —                             | - PMB: Ouro       | Pirata     |
| 2021                                                                           | "Meninos e Meninas"        | —                             | —                             | - PMB: 3× Platina | Pirata     |
| 2021                                                                           | "Doce"                     | —                             | —                             | - PMB: Platina    | Pirata     |
| 2021                                                                           | "Olhos Vermelhos"          | —                             | —                             | - PMB: Platina    | Pirata     |
| 2023                                                                           | "Escorpião"                | —                             | —                             | - PMB: Platina    | Super      |
| 2023                                                                           | "Locadora"                 | —                             | —                             | - PMB: Ouro       | Super      |
| 2023                                                                           | "Rádio"                    | —                             | —                             | - PMB: Ouro       | Super      |
| 2023                                                                           | "São Paulo, 2015"          | —                             | —                             | - PMB: Ouro       | Super      |
| 2023                                                                           | "Super"                    | —                             | —                             | - PMB: Ouro       | Super      |
| 2024                                                                           | "O Triste é Que Eu Te Amo" | —                             | —                             | - PMB: Ouro       | Supernova  |
| "—" indica canções que não entraram nas paradas ou não foram lançadas no país. |                            |                               |                               |                   |            |

## Outras aparições
| Ano  | Canção       | Outro(s) artista(s) | Álbum   |
| ---- | ------------ | ------------------- | ------- |
| 2018 | "Amor Maior" | Jota Quest          | Collab  |
| 2019 | "Dilema"     | Malía               | Escuta  |
| 2020 | "Dúvida"     | Vitor Kley          | A Bolha |

## Créditos de composição
| Ano  | Canção               | Artista(s) | Álbum      |
| ---- | -------------------- | ---------- | ---------- |
| 2018 | "Dona da Minha Vida" | Rouge      | 5 Les 5inq |

## Videoclipes

### Como artista principal
| Ano  | Vídeo                            | Direção                        | Ref.   |
| ---- | -------------------------------- | ------------------------------ | ------ |
| 2017 | "Álcool"                         | Gabriel Dietrich               | [ 32 ] |
| 2017 | "Ressaca"                        | Gabriel Dietrich               | [ 32 ] |
| 2018 | "Imaturo"                        | Pedro Tófani                   | [ 33 ] |
| 2018 | "Vou Morrer Sozinho"             | Pedro Tófani                   | [ 5 ]  |
| 2018 | "Me Beija com Raiva"             | Pedro Tófani                   | [ 6 ]  |
| 2019 | "Louquinho"                      | Pedro Tófani                   | [ 34 ] |
| 2019 | "Enquanto Me Beija"              | Pedro Tófani                   | [ 35 ] |
| 2019 | "Essa Eu Fiz pro Nosso Amor"     | Pedro Tófani                   | [ 36 ] |
| 2020 | "Me Liga" (com Ivete Sangalo)    | Chico Kertész                  | [ 37 ] |
| 2021 | "Coringa"                        | Pedro Tófani e Malu Alves      | [ 38 ] |
| 2021 | "Amor Pirata"                    | Pedro Tófani e Malu Alves      | [ 39 ] |
| 2021 | "Não Te Amo"                     | Pedro Tófani                   | [ 40 ] |
| 2021 | "Fugitivos :)" (com Luísa Sonza) | Luísa Sonza e Jacques Dequeker | [ 41 ] |
| 2022 | "Idiota"                         | Pedro Tófani                   | [ 42 ] |
| 2022 | "Sim" (com Nando Reis)           | Carol Siqueira                 | [ 43 ] |
| 2023 | "Pilantra" (com Anitta)          | Pedro Tófani                   | [ 44 ] |
| 2023 | "Me Lambe"                       | Pedro Tófani e Malu Alves      | [ 45 ] |
| 2024 | "Alinhamento Milenar"            | Malu Alves                     | [ 46 ] |

### Outras aparições
| Ano  | Vídeo                                               | Direção                      | Ref.   |
| ---- | --------------------------------------------------- | ---------------------------- | ------ |
| 2019 | "Dilema" (com Malía)                                | Eduardo Levy e Marcelo Paiva | [ 47 ] |
| 2019 | "A Boba Fui Eu" (Ludmilla part. Jão)                | Julio Loureiro               | [ 48 ] |
| 2022 | "Let's Rock the Break"                              | —                            | [ 49 ] |
| 2023 | "Break Épico" (com KitKat e Tasha & Tracie)         | —                            | [ 50 ] |
| 2023 | "Tenemos Que Hablar (Real Magic)" (com Danna Paola) | —                            | [ 51 ] |
| 2023 | "Idiota (Real Magic)" (com Danna Paola)             | —                            | [ 52 ] |